# Pedro Domingo Murillo
Pedro Murillo, figurando después como Pedro Francisco Murillo y conocido más tarde como Pedro Domingo Murillo (Suri, Imperio español; 17 de septiembre de 1757-29 de enero de 1810), fue un político precursor hispano-altoperuano de la Revolución de La Paz en contra del intendente y a favor del rey Fernando VII y del Imperio español presidiendo la Junta Tuitiva.

## Primeros años
Nació en el pueblo de Suri, en el actual municipio de Cajuata de la provincia de Inquisivi en el departamento de La Paz en Bolivia) el 17 de septiembre de 1757. Otras fuentes indican que en realidad nació el 29 de junio del mismo año.
El origen familiar de Pedro Domingo Murillo no es del todo claro, se conoce por medio de testigos que el 18 de septiembre de 1757 un niño recién nacido fue dejado en la puerta de la casa de Ninfa Salazar, el bebé fue adoptado por Juan Ciriaco Murillo Salazar, hijo de la dueña de la casa. En aquella época varias familias adoptaban de esta manera a sus hijos ilegítimos, es por esto que se supone que Juan Ciriaco Murillo fue el padre biológico de Pedro Murillo.
En cuanto a la madre, su nombre no es conocido. De acuerdo a varios estudios se conoce que la madre de Pedro Murillo pertenecía a la familia que era dueña de la hacienda de Millocato, esto ayudó a suponer al historiador Nicanor Aranzáes que la madre era María Ascencia Carrasco y Durán, pero esto es imposible de comprobar.
Juan Ciriaco Murillo se ordenó sacerdote poco después de adoptar al niño y lo llevó consigo a donde fuese. Es posible que haya asistido al Colegio Seminario de San Carlos, en La Paz. Luego, siguió estudios de Derecho en la Universidad Mayor, Real y Pontificia de San Francisco Xavier de Chuquisaca; aunque no terminó estos últimos.
En 1778 Pedro Murillo se casó en la ciudad de Potosí con Manuela Josefa de la Concha y Olmedo. Un matrimonio que no estuvo libre del escándalo pues la novia vivió por varios años con el hacendado Manuel Aráoz y ya tenía hijos con él. En 1779 Juan Ciriaco Murillo fue nombrado sacerdote de Irupana y Pedro fue a vivir allá con su esposa y sus hijastros. 

## Lucha contra la rebelión indígena
En 1781 estalla la rebelión indígena liderada por Túpac Katari, el comandante de la región José Ramón de Loayza Pacheco ordena abandonar Irupana luego de una férrea resistencia y organiza el traslado de familias blancas y mestizas hacia la ciudad de Cochabamba. Pedro Murillo fue de los principales organizadores de esta travesía y fue reconocido con el rango de teniente de milicias.
Una vez que dejó a su familia a salvo en Cochabamba, Murillo se enlistó en las filas del ejército de José de Reseguín y continuó con la campaña contra los rebeldes indígenas. De hecho se menciona a Murillo como uno de los carceleros de Túpac Katari en noviembre de 1781 y en 1782 se pone bajo las órdenes del comandante Sebastián de Segurola y participa en la campaña militar contra los rebeldes indígenas de Palca.

## Herencia
El matrimonio de Pedro Murillo y Manuela de la Concha logró concebir dos hijos, José Manuel en 1782 y Francisca Paula en 1783. En 1785 muere Juan Ciriaco Murillo y deja su fortuna a estos niños. Pedro Murillo pasa a administrar las haciendas de Chacoma y Chiariqui, ambas con servidumbre indígena, además de obtener otras propiedades rurales más pequeñas.
El testamento de Juan Ciriaco Murillo es disputado por su hermana Catalina Felipa Murillo Salazar, quien reclama a las autoridades ser la única heredera de las propiedades y fortuna de su difunto hermano. Pedro Murillo tomó una arriesgada decisión y falsificó su título de abogado, gracias a esto protegió su herencia y evitó que su tía tomara posesión de la fortuna.
El 13 de diciembre de 1787, abogados de renombre como José Mariano Sanjurjo denuncian la falsificación del título de Pedro Murillo y en 1788 Catalina Murillo vuelve a reclamar la herencia. Esta vez se demuestra que Pedro Murillo falsificó su título y por tanto pierde las propiedades y la fortuna que había heredado. Catalina Murillo entró en propiedad de la herencia de su difunto hermano en 1789, decidió alquilar la hacienda Chacoma al español Joaquín Revuelta y dispuso una capellanía para la hacienda Chiarquiri a través del Convento de las Concebidas.
Pedro Murillo no solo perdió su herencia sino también a su familia, en diciembre de 1787, luego de que las autoridades hubiesen requisado la casa de Murillo, Manuela de la Concha decide dejar la ciudad de La Paz y establecerse en Potosí en compañía de todos sus hijos, allí vivió junto a su antiguo amante Manuel Aráoz.
Murillo escapa de la justicia hasta 1789, cuando en ocasión de la entronización del rey Carlos IV de España se declara un indulto general y Murillo se beneficia de ello, en los siguientes años se dedicó a la actividad minera.

## Revolucionario
En 1805 formó parte de un grupo que conspiraba contra el gobierno español, pero fue descubierto y llevado a juicio. Fue absuelto en este juicio, y, entonces, junto a otros patriotas, comenzó a preparar la revolución con más entusiasmo, pero en secreto, en favor de la Independencia.
En 1809, lideró un grupo de rebeldes que conspiró y se sublevó el 16 de julio de 1809. Pocos días después, se reunieron en un cabildo para hacer conocer un documento llamado Proclama de la Junta Tuitiva, el mismo que expresaba la liberación de las tierras del Alto Perú del Imperio español.
Tras la Revolución del 16 de julio de 1809, los realistas enviaron tropas para reprimir la revolución de La Paz, algunas desde el Virreinato del Perú y otras desde Buenos Aires, aunque ya en ese momento las tropas de los regimientos integrados por criollos no querían intervenir en una represión de un movimiento patriótico.
El militar José Manuel de Goyeneche venía de Puno con el fin de sofocar la revolución, con un ejército de 5000 hombres. Murillo, con 1000 revolucionarios, tuvo valor de presentarle batalla en Chacaltaya (25 de octubre de 1809). Vencido, se retiró a Zongo, lugar montañoso cerca de La Paz, pero allí fue hecho prisionero por las fuerzas del coronel Domingo Tristán, quien lo llevó a La Paz, entregándolo a Goyeneche.
Murillo decidió escapar del ejército realista, escondiéndose en Yungas, pero fue capturado en Chicaloma y llevado a La Paz nuevamente para sometido a la horca junto a los otros insurrectos el 29 de enero de 1810. Antes de su ejecución pronunció las siguientes palabras: 

Compatriotas, yo muero, pero la tea que encendí ¡nadie la apagará!, ¡viva la libertad!

Cada 16 de julio, el pueblo de La Paz recuerda la lucha del año 1809. El festejo departamental se da inicio cuando las diversas autoridades nacionales y locales encienden la llamada Tea de la Libertad que se encuentra en el actual museo La Casa de Murillo, y posteriormente se realiza un desfile por el centro de la ciudad de La Paz; en este los ciudadanos llevan en la mano teas que simbolizan la tea de Pedro Domingo Murillo, desfile conocido como "Desfile de Teas".